# Список видов семейства Segestriidae
Список всех описанных видов пауков семейства Segestriidae на 10 сентября 2013 года. 4 рода, 106 видов.

## Ariadna
Ariadna Audouin, 1826
- Ariadna abrilae Grismado, 2008 — Чили
- Ariadna algarvensis Wunderlich, 2011 — Португалия
- Ariadna araucana Grismado, 2008 — Чили
- Ariadna arthuri Petrunkevitch, 1926 — США, Вест-Индия
- Ariadna ashantica Strand, 1916 — Гана
- Ariadna barbigera Simon, 1905 — Чатем
- Ariadna bellatoria Dalmas, 1917 — Новая Зеландия
- Ariadna bicolor (Hentz, 1842) — Северная Америка
- Ariadna bilineata Purcell, 1904 — Южная Африка
- Ariadna boesenbergi Keyserling, 1877 — Бразилия, Уругвай, Аргентина
- Ariadna boliviana Simon, 1907 — Боливия, Бразилия
- Ariadna brevispina Caporiacco, 1947 — Танзания
- Ariadna brignolii Wunderlich, 2011 — Италия
- Ariadna burchelli (Hogg, 1900) — Виктория
- Ariadna caerulea Keyserling, 1877 — Колумбия, Эквадор
- Ariadna calilegua Grismado, 2008 — Аргентина
- Ariadna canariensis Wunderlich, 1995 — Канарские Острова
- Ariadna capensis Purcell, 1904 — Южная Африка
- Ariadna cephalotes Simon, 1907 — Перу, Боливия, Аргентина
- Ariadna changellkuk Grismado, 2008 — Чили
- Ariadna corticola Lawrence, 1952 — Южная Африка
- Ariadna crassipalpa (Blackwall, 1863) — Бразилия
- Ariadna cyprusensis Wunderlich, 2011 — Кипр, Кос
- Ariadna daweiensis Yin, Xu & Bao, 2002 — Китай
- Ariadna decatetracantha Main, 1954 — Западная Австралия
- Ariadna dentigera Purcell, 1904 — Южная Африка
- Ariadna dissimilis Berland, 1924 — Новая Каледония
- Ariadna dysderina L. Koch, 1873 — Квинсленд
- Ariadna elaphra Wang, 1993 — Китай
- Ariadna europaensis Wunderlich, 2011 — Италия
- Ariadna exuviaque Wunderlich, 2011 — Мальорка
- Ariadna fidicina (Chamberlin, 1924) — США, Мексика
- Ariadna gallica Wunderlich, 2012 — Франция
- Ariadna gracilis Vellard, 1924 — Перу, Бразилия
- Ariadna gryllotalpa (Purcell, 1904) — Южная Африка
- Ariadna hottentotta Purcell, 1908 — Южная Африка
- Ariadna inops Wunderlich, 2011 — Португалия
- Ariadna insidiatrix Audouin, 1826 — Средизимноморье
- Ariadna insularis Purcell, 1908 — Южная Африка
- Ariadna insulicola Yaginuma, 1967 — Китай, Корея, Япония
- Ariadna ionica O. P.-Cambridge, 1873 — Греция
- Ariadna isthmica Beatty, 1970 — Никарагуа, Панама
- Ariadna javana Kulczynski, 1911 — Ява
- Ariadna jubata Purcell, 1904 — Южная Африка
- Ariadna karrooica Purcell, 1904 — Южная Африка
- Ariadna kibonotensis Tullgren, 1910 — Танзания
- Ariadna kisanganensis Benoit, 1974 — Конго
- Ariadna kolbei Purcell, 1904 — Южная Африка
- Ariadna laeta Thorell, 1899 — Камерун, Принсипи
- Ariadna lateralis Karsch, 1881 — Китай, Корея, Тайвань, Япония
- Ariadna lebronneci Berland, 1933 — Маркизские острова
- Ariadna levii Grismado, 2008 — Чили
- Ariadna levyi Wunderlich, 2011 — Израиль
- Ariadna lightfooti Purcell, 1904 — Южная Африка
- Ariadna maderiana Warburton, 1892 — Мадейра, Селваженш
- Ariadna major Hickman, 1929 — Тасмания
- Ariadna maroccana Wunderlich, 2011 — Марокко
- Ariadna masculina Lawrence, 1928 — Намибия
- Ariadna maxima (Nicolet, 1849) — Чили, Аргентина, Хуан-Фернандес
- Ariadna mbalensis Lessert, 1933 — Ангола
- Ariadna meruensis Tullgren, 1910 — Танзания
- Ariadna mollis (Holmberg, 1876) — Бразилия, Уругвай, Аргентина
- Ariadna montana Rainbow, 1920 — Лорд-Хау
- Ariadna monticola Thorell, 1897 — Мьянма
- Ariadna multispinosa Bryant, 1948 — Гаити
- Ariadna murphyi (Chamberlin, 1920) — Перу
- Ariadna muscosa Hickman, 1929 — Тасмания
- Ariadna natalis Pocock, 1900 — Южная Африка, Остров Рождества
- Ariadna nebulosa Simon, 1906 — Индия
- Ariadna neocaledonica Berland, 1924 — Новая Каледония
- Ariadna obscura (Blackwall, 1858) — Бразилия
- Ariadna octospinata (Lamb, 1911) — Квинсленд
- Ariadna oreades Simon, 1906 — Шри-Ланка
- Ariadna papuana Kulczynski, 1911 — Новая Гвинея
- Ariadna pectinella Strand, 1913 — Центральная Африка
- Ariadna pelia Wang, 1993 — Китай
- Ariadna perkinsi Simon, 1900 — Гавайи
- Ariadna pilifera O. P.-Cambridge, 1898 — США, Мексика
- Ariadna pragmatica Chamberlin, 1924 — Мексика
- Ariadna pulchripes Purcell, 1908 — Южная Африка
- Ariadna rapinatrix Thorell, 1899 — Камерун, Принсипи
- Ariadna ruwenzorica Strand, 1913 — Центральная Африка
- Ariadna sansibarica Strand, 1907 — Занзибар
- Ariadna scabripes Purcell, 1904 — Южная Африка
- Ariadna segestrioides Purcell, 1904 — Южная Африка
- Ariadna segmentata Simon, 1893 — Тасмания
- Ariadna septemcincta (Urquhart, 1891) — Новая Зеландия
- Ariadna similis Purcell, 1908 — Южная Африка
- Ariadna snellemanni (van Hasselt, 1882) — Суматра, Кракатау, Филиппины
- Ariadna solitaria Simon, 1891 — Сент-Винсент
- Ariadna taprobanica Simon, 1906 — Шри-Ланка
- Ariadna tarsalis Banks, 1902 — Перу, Галапагоссы
- Ariadna thyrianthina Simon, 1908 — Западная Австралия
- Ariadna tovarensis Simon, 1893 — Венесуэла
- Ariadna tubicola Simon, 1893 — Венесуэла
- Ariadna umtalica Purcell, 1904 — Южная Африка
- Ariadna ustulata Simon, 1898 — Сейшеллы
- Ariadna viridis Strand, 1906 — Намибия
- Ariadna weaveri Beatty, 1970 — Мексика

## Gippsicola
Gippsicola Hogg, 1900
- Gippsicola raleighi Hogg, 1900 — Виктория

## Segestria
Segestria Latreille, 1804
- Segestria bavarica C. L. Koch, 1843 — Европа до Азербайджана
- Segestria bella Chamberlin & Ivie, 1935 — США
- Segestria cavernicola Kulczynski, 1915 — Италия
- Segestria croatica Doleschall, 1852 — Хорватия
- Segestria cruzana Chamberlin & Ivie, 1935 — США
- Segestria danzantica Chamberlin, 1924 — Мексика
- Segestria davidi Simon, 1884 — Syria
- Segestria florentina (Rossi, 1790) — Европа до Грузии, Бразилия, Уругвай, Аргентина
- Segestria fusca Simon, 1882 — Португалия, Испания, Франция, Италия
- Segestria inda Simon, 1906 — Индия
- Segestria madagascarensis Keyserling, 1877 — Мадагаскар
- Segestria nipponica Kishida, 1913 — Япония
- Segestria pacifica Banks, 1891 — США
- Segestria pusiola Simon, 1882 — Испания, Корсика, Алжир
- Segestria saeva Walckenaer, 1837 — Новая Зеландия
- Segestria sbordonii Brignoli, 1984 — Крит
- Segestria senoculata (Linnaeus, 1758) — Северное Полушарие
  - Segestria senoculata castrodunensis Getaz, 1889 — Швейцария
- Segestria turkestanica Dunin, 1986 — Центральная Азия